# Solnhofen
Solnhofen és un municipi del districte de Weißenburg-Gunzenhausen a la regió de Francònia a Baviera, Alemanya. Es troba a la Vall Altmühl, a una altitud de 408 m. L'any 2013 tenia 1.693 habitants.
La Basílica Sola data del període carolingi.
La zona té renom en geologia per la pedra de Solnhofen. Que és una pedra calcària de grau molt fi del període Juràssic que es va usar des de les primeres litografies inventades per Alois Senefelder el 1798. Entre els fòssils de la zona preservats en aquest tipus de pedra es troben els d'Archaeopteryx
A Solnhofen també hi ha una estàtua que commemora Alois Senefelder.
El Bürgermeister Müller Museum de Solnhofen mostra la història de la litografia, les pedreres de pedra calcària i els fòssils de la zona incloent els espècimens trobats més recents dels Archaeopteryx.